# الشدالي بيتشيابو
الشدالي بيتشيابو (مواليد 16 مايو 2005) هو لاعب كرة قدم فرنسي يلعب في مركز المدافع في نادي باريس سان جيرمان.

## روابط خارجية
- الشدالي بيتشيابو على موقع الاتحاد الأوربي (الإنجليزية)
- الشدالي بيتشيابو على موقع إي إس بي إن إف سي (الإنجليزية)
- الشدالي بيتشيابو على موقع قاعدة بيانات كرة القدم.إي يو (الإنجليزية)
- الشدالي بيتشيابو على موقع بيانات كرة القدم. دي إي (الألمانية)
- الشدالي بيتشيابو على موقع ليكيب (الفرنسية)
- الشدالي بيتشيابو على موقع Soccerbase.com (لاعب) (الإنجليزية)
- الشدالي بيتشيابو على موقع Soccerway.com (الإنجليزية)
- الشدالي بيتشيابو على موقع عالم كرة القدم.نت (الإنجليزية)
- الشدالي بيتشيابو على موقع كووورة
- الشدالي بيتشيابو على موقع AS.com (الإسبانية)